# 阿瑙里蘭迪亞
22°11′16″S 52°43′04″W / 22.18778°S 52.71778°W
阿瑙里蘭迪亞（葡萄牙語：Anaurilândia），是巴西的城鎮，位於該國西部，由南馬托格羅索州負責管轄，始建於1963年11月11日，面積3,396平方公里，海拔高度312米，2011年人口8,534，人口密度每平方公里2.51人。